# Mythimna hispanica
Mythimna hispanica är en fjärilsart som beskrevs av Bellier de la Chavignerie 1863. Mythimna hispanica ingår i släktet Mythimna och familjen nattflyn. Inga underarter finns listade i Catalogue of Life.